# Speculipastor bicolor
El estornino urraca (Speculipastor bicolor) es una especie de ave paseriforme de la familia Sturnidae endémica de África oriental. Es la única especie del género Speculipastor.

## Descripción
El estornino urraca mide entre 16–19 cm de largo. El macho tiene el plumaje de las partes superiores, toda la cabeza, la garganta y la parte superior del pecho de color negro con brillos azules, mientras que el resto de partes inferiores son blancas, aunque presenta una banda blanca en las primarias que se ven solo en vuelo. Sus ojos son de color rojo intenso. La hembra tiene las partes superiores negruzcas, con el píleo y la garganta de color gris oscuro, y una banda negra brillante separa esta última del blanco de la parte inferior. Sus ojos son rojos o rojos anaranjados. Los juveniles son pardos con el vientre blanco, y sus ojos con castaños, y no se vuelven rojos hasta que maduran. Excepcionalmente algunas aves jóvenes tienen el plumaje de todas las partes inferiores blanco, incluida la garganta.

## Distribución y hábitat
Los estorninos urraca son pájaros gregarios y de costumbres nómadas que viven en las zonas de matorral seco de Etiopía, Somalia,  Uganda y el norte y este de Kenia, el extremo meridional de Sudán del Sur, el septentrional de Tanzania.